# Vitex vauthieri
Vitex vauthieri là một loài thực vật có hoa trong họ Hoa môi. Loài này được DC. ex Schauer miêu tả khoa học đầu tiên năm 1847.